# Wybory parlamentarne w Japonii w 2009 roku
Wybory parlamentarne w Japonii w 2009 roku odbyły się 30 sierpnia 2009 roku. Do wyborów doszło z powodu rozwiązania Izby Reprezentantów przez premiera Tarō Asō, z Partii Liberalno-Demokratycznej. W wyniku wyborów zwycięstwo odniosła opozycyjna Partia Demokratyczna, uzyskując 308 mandatów, co jest najwyższym zwycięstwem którejkolwiek partii w powojennej historii Japonii. Partia Liberalno-Demokratyczna zdobyła 119 mandatów wobec poprzednich 296. Zwycięstwo PD spowodowało drugą utratę władzy przez PLD w jej 54-letniej historii. Na pierwszym posiedzeniu nowego parlamentu 16 września 2009, nowym premierem Japonii został wybrany lider PD Yukio Hatoyama. W wyniku przegranej PLD, premier i lider partii Tarō Asō, ustąpił ze stanowiska jej przewodniczącego.
Frekwencja wyborcza wyniosła 69,3%.

## Wyniki

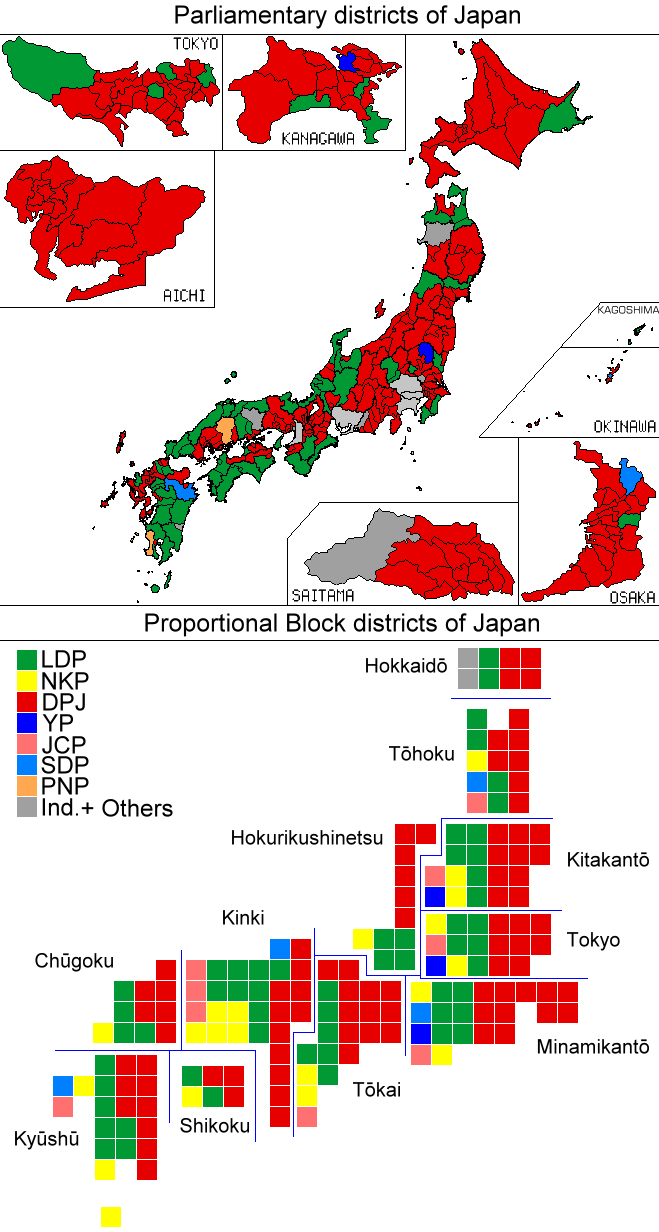
Rozkład zwycięstw w okręgach

| Nazwa Partii                        | liczba głosów | % głosów | zmiana % głosów +/- | liczba mandatów | zmiana mandatów +/- |
| ----------------------------------- | ------------- | -------- | ------------------- | --------------- | ------------------- |
| Partia Demokratyczna                | 29,784,743    | 42.4%    | +11.4               | 308             | +195                |
| Partia Liberalno-Demokratyczna      | 18,782,218    | 26.7%    | −11.5               | 119             | -177                |
| Partia Nowa Komeito                 | 8,045,723     | 11.5%    | −1.8                | 21              | -10                 |
| Japońska Partia Komunistyczna       | 4,936,753     | 7.0%     | −0.3                | 9               | ±0                  |
| Partia Wszystkich (ang. Your Party) | 2,994,475     | 4.3%     | -                   | 5               | -                   |
| Partia Socjaldemokratyczna          | 2,999,040     | 4.3%     | -1.2                | 7               | ±0                  |
| Nowa Partia Ludowa                  | 1,218,020     | 1.7%     | ±0                  | 3               | -1                  |
| Niezależni                          | 1,484,000     | 2.1%     | -                   | 8               | -                   |
| Suma                                | 70,244,972    | 100%     | -                   | 480             | -                   |